# وایت سالفر اسپرینگز (ویرجینیای غربی)
وایت سالفر اسپرینگز(به انگلیسی: White Sulphur Springs) شهری در ایالت ویرجینیای غربی کشور ایالات متحده آمریکا است که جمعیت آن در سرشماری سال ۲۰۱۰ میلادی، ۲٬۴۴۴ نفر بوده‌است.

## موقعیت جغرافیایی
موقعیت جغرافیایی شهرها و مناطق اطراف به شرح زیر است: